# Alfred Houget
Alfred Houget, né le 15 mars 1929 à Ossé (Ille-et-Vilaine) et mort le 30 juillet 2022  est un dirigeant français de football. À l'origine simple supporter du club, il occupe la présidence du Stade rennais du 18 mai 1977 au 15 juin 1979.

## Biographie
Né dans le village de Ossé, à quelques kilomètres de Rennes, Alfred Houget y grandit, et découvre le stade de la route de Lorient, enceinte où joue le Stade rennais, en 1943, alors qu'il a 14 ans. Adulte, il quitte la Bretagne pour s'installer à Paris, et exerce le métier de boucher à Montparnasse. Quelques années plus tard, il devient directeur commercial de l'abattoir de Vitré, et rentre donc en Ille-et-Vilaine. En mars 1977, alors que le Stade rennais est en grande difficulté financière, il s'associe avec une vingtaine d'autres chefs d'entreprises, eux aussi supporters, pour former un comité de sauvegarde du club. Il devient président de cette association,. 
Le 18 mai 1977, il succède à Bernard Lemoux, démissionnaire, au poste de président du Stade rennais FC. Avec l'aide de la municipalité rennaise, Alfred Houget se bat alors jour et nuit pour sauver le club. En janvier 1978, il parvient à éviter la liquidation judiciaire du club, obtenant une procédure de règlement judiciaire auprès du tribunal de commerce, alors que le club n'est qu'une association. Huit mois plus tard, en septembre 1978, il parvient également à obtenir le retour de Laurent Pokou au Stade rennais, dont la présence suffit à attirer des spectateurs, et donc à gonfler les recettes de billetterie. Un peu plus d'un an plus tôt, il avait regretté le départ de l'attaquant ivoirien à l'AS Nancy-Lorraine, alors qu'il se trouvait en fin de contrat, et que son statut de plus gros salaire de l'effectif l'obligeait à partir. Après l'échec de Pokou dans son nouveau club, Alfred Houget parvient à le convaincre de revenir, et bénéficie du soutien des supporters rennais pour financer le transfert et son salaire.
Le club en meilleure santé financière, Alfred Houget cède le poste de président du club le 15 juin 1979 à Gérard Dimier, mais il reste encore au sein du directoire du Stade rennais durant plusieurs années.